# Chrysolina kungeyana
Chrysolina kungeyana là một loài bọ cánh cứng trong họ Chrysomelidae. Loài này được Bourdonne miêu tả khoa học năm 2004.